# Gran Premio d'Austria 2023
Il Gran Premio d'Austria 2023 è stata la nona prova della stagione 2023 del campionato mondiale di Formula 1. La gara si è corsa domenica 2 luglio sul Red Bull Ring di Spielberg ed è stata vinta dall'olandese Max Verstappen su Red Bull Racing-Honda RBPT, al quarantaduesimo successo nel mondiale; Verstappen ha preceduto all'arrivo il monegasco Charles Leclerc su Ferrari, e il compagno di squadra, il messicano Sergio Pérez.
Per Max Verstappen è il settimo hat trick (pole position, giro veloce e vittoria), dopo il Gran Premio di Spagna, in carriera in Formula 1. All'intero weekend di gara hanno assistito 304 000 spettatori, nuovo record per il Gran Premio d'Austria sul circuito del Red Bull Ring. Il precedente primato apparteneva all'edizione precedente del 2022, caratterizzata da una presenza di 303 000 spettatori nel fine settimana.

## Vigilia

### Aspetti tecnici
Per questo Gran Premio la Pirelli, fornitore unico degli pneumatici, offre la scelta tra gomme di mescola C3, C4 e C5, la tipologia di mescole più morbide che caratterizzano l'intera gamma messa a disposizione dall'azienda fornitrice degli pneumatici per il campionato. Fin dall'edizione 2021 del Gran Premio, la Pirelli ha sempre stabilito la stessa tipologia di pneumatici per questo appuntamento. Essa viene stabilita per la quinta volta in stagione e per la seconda volta consecutiva dopo il precedente Gran Premio del Canada. Prima della gara canadese, la Pirelli nomina anche le gomme per il successivo Gran Premio di Gran Bretagna.
La Federazione conferma le tre zone del Drag Reduction System in uso dall'edizione 2018 della gara quando l'organo mondiale dell'automobilismo decise di aumentare sul circuito del Red Bull Ring a tre i tratti in cui utilizzare il dispositivo mobile, dopo le due precedenti zone utilizzate dal 2014, quando il circuito tornò a far parte del calendario mondiale, al fine di favorire i sorpassi. I piloti possono attivare l'ala mobile posteriore sul rettilineo principale, con detection point stabilito prima della curva 10, tra la curva 3 e la curva 4, con il punto di determinazione del distacco tra i piloti posto prima della curva 3, e tra la curva 1 e la curva 3, il nuovo tratto aggiuntivo introdotto in seguito, con punto per la determinazione del distacco fra piloti posto prima della curva 1. La Federazione ha anche analizzato le zone del DRS durante il 2022, introducendo cambiamenti per il 2023 al fine di facilitare i sorpassi o renderli più difficili in alcuni circuiti in cui si riteneva che la zona in cui utilizzare il dispositivo mobile fosse troppo facile o difficile al fine di effettuare un sorpasso. Il circuito del Red Bull Ring non rientra tra i tracciati oggetto di queste modifiche.
Rispetto all'edizione del 2022, il circuito è caratterizzato da alcune modifiche. È stata aggiunta una nuova delimitazione verniciata del tracciato tra la curva 2 e la curva 3 su entrambi i lati di esso, con la larghezza rimasta inalterata. La delimitazione della pista dietro il secondo cordolo all'apice della curva 8 sul lato destro è stata accorciata. I cordoli temporanei alla curva 8 sul lato destro sono stati rimossi. La Federazione stabilisce che qualsiasi pilota che non percorre correttamente l'uscita della curva 10 vede il tempo sul giro e immediatamente quello successivo invalidato dai commissari sportivi. L'organo mondiale dell'automobilismo rende noto che al termine della gara del precedente Gran Premio del Canada, tra le prime dieci vetture classificate è stata sorteggiata la Ferrari di Carlos Sainz Jr. per le verifiche tecniche. Le ispezioni hanno riguardato le prese d'aria anteriori e posteriori, e l'interno anteriore e posteriore dei condotti di raffreddamento, secondo gli articoli 3.13.3 e 3.13.4 del regolamento tecnico. Tutti i componenti ispezionati sono risultati essere conformi al regolamento.
Prima dell'inizio della sessione di prove libere, sulla vettura di Oscar Piastri viene installata la terza scatola del cambio e la terza trasmissione. Il pilota australiano della McLaren non è penalizzato sulla griglia di partenza in quanto i nuovi componenti installati rientrano tra quelli utilizzabili nel numero massimo stabilito dal regolamento tecnico. La terza unità relativa al motore a combustione interna viene installata sulla vettura di Valtteri Bottas, Zhou Guanyu, Kevin Magnussen e Nico Hülkenberg. La terza unità relativa al turbocompressore e all'MGU-H viene installata sulla vettura di Charles Leclerc, Carlos Sainz Jr., Magnussen e Hülkenberg. La seconda unità relativa al sistema di recupero dell'energia viene installata sulla vettura di Max Verstappen, Nyck de Vries e Yuki Tsunoda. La seconda unità relativa all'unità di controllo elettronico viene installata sulla vettura di Verstappen, Bottas e Tsunoda. La quarta unità relativa all'impianto di scarico viene installata sulla vettura di Leclerc, Sainz Jr., Bottas, Zhou, Magnussen e Hülkenberg. Tutti i piloti non sono penalizzati sulla griglia di partenza in quanto i nuovi componenti installati rientrano tra quelli utilizzabili nel numero massimo stabilito dal regolamento tecnico.
Prima della Sprint Shootout, la direzione gara comunica la disponibilità di un set aggiuntivo di pneumatici intermedi da utilizzare nella Sprint, secondo le previsioni meteo.

### Aspetti sportivi
Il Gran Premio rappresenta il nono appuntamento stagionale a distanza di due settimane dalla disputa del Gran Premio del Canada, ottava gara del campionato. Dopo la seconda trasferta oltreoceano prevista in campionato, il mondiale torna di scena nuovamente in Europa, per la prima volta dalla disputa del Gran Premio di Spagna, corso a inizio giugno. Il Gran Premio d'Austria è la prima di quattro prove totali calendarizzate nel mese di luglio, fino a prima della pausa estiva, nonché il terzo appuntamento complessivo della stagione previsto nel vecchio continente. Il mondiale torna a disputare una gara sulla tipologia di tracciato permanente, per la prima volta dal Gran Premio di Spagna. Alla vigilia della gara, il contratto per l'inserimento della gara nel calendario mondiale, sempre sul circuito del Red Bull Ring, è stato rinnovato fino alla stagione 2030, prolungando di altri tre anni l'accordo già stipulato lo scorso marzo. Sponsor del Gran Premio, come nell'edizione precedente del 2022, è la società svizzera produttrice di orologi Rolex, come già accaduto anche durante la gara del 2020. A differenza del calendario 2022, il Gran Premio d'Austria viene collocato prima di quello di Gran Bretagna, come l'ultima volta accaduto nel 2021. A questa edizione assistono 304 000 spettatori nel corso del weekend di gara, il quale rappresenta il record assoluto per il Gran Premio. Il precedente primato apparteneva all'edizione precedente del 2022, caratterizzata da 303 000 spettatori nel fine settimana.
Presente nel calendario del campionato mondiale di Formula 1 fin dalla stagione 1964 e valido quale prova della categoria dallo stesso anno, il Gran Premio d'Austria vede la disputa della sua quarantaduesima edizione, la trentaseiesima valida per il mondiale, nel mese di luglio come nelle ultime tre edizioni. Il circuito del Red Bull Ring, sede attuale della gara dal 1970 e della scuderia Red Bull Racing, denominazione del tracciato in uso dal 2014, dopo le due precedenti di Österreichring tra il 1970 e il 1987 e A1-Ring tra il 1997 e 2003, è il tracciato ad aver ospitato tutte le edizioni della gara, tranne quella inaugurale del 1964, su diverse configurazioni, la cui la più recente in uso dalla categoria dal 1997, oltre a essere quello che presenta il minor numero di curve, dieci, tra tutti i tracciati utilizzati in campionato. Durante l'edizione del 2017 la leggera piega prima dell'attuale curva 3 fu classificata come la seconda curva del tracciato, uniformandosi a come stabilito in precedenza nel Motomondiale. L'unica edizione del Gran Premio differente dalla tradizionale sede fu quella corsa all'Aerodromo di Zeltweg. Il Gran Premio non fu disputato tra il 1988 e il 1996 e tra il 2004 e il 2013, prima di tornare nel calendario della stagione a partire dall'edizione successiva dopo un profondo restyling dell'infrastruttura. Il circuito del Red Bull Ring ha inoltre ospitato due edizioni del Gran Premio di Stiria nel 2020 e nel 2021, tenutesi a distanza di una settimana con il Gran Premio d'Austria. Il Gran Premio di Stiria fu aggiunto al calendario per rimpiazzare altri Gran Premi precedentemente posticipati o annullati a causa delle problematiche dettate dalla pandemia di COVID-19. Il Gran Premio d'Austria fu scelto come prima prova della stagione 2020 condizionata dalla pandemia, sempre nel mese di luglio, dopo la posticipazione dell'inizio del campionato per via di numerosi appuntamenti annullati o posticipati più avanti nel corso della stagione per via dell'emergenza sanitaria. La stagione iridata iniziò con un appuntamento europeo per la prima volta dal 1966.
Il Gran Premio d'Austria viene scelto, per il secondo anno consecutivo, come il secondo evento, su sei in programma per questo campionato, dove il weekend di gara è caratterizzato dal format della Sprint, una gara di 100 km con scelta libera a livello di mescole di gomme e senza necessità di effettuare pit stop il cui risultato attribuisce punti validi per la classifica piloti e costruttori ai primi 8 classificati. La Federazione, Liberty Media e i team raggiungono un accordo per il numero dei Gran Premi dove utilizzare il format Sprint, sperimentato nel 2021 e confermato nel 2022, entrambi con tre appuntamenti. Da quest'anno invece il numero degli eventi in cui di nuovo è presente la Sprint viene aumentato a sei. I Gran Premi ad ospitare il format della Sprint sono: il Gran Premio di Azerbaigian, Austria, Belgio, Qatar, Stati Uniti d'America e San Paolo. Inoltre un incidente che avviene durante una Sprint è ora di un importo fisso per squadra: 300 000 dollari, raddoppiato rispetto all'anno scorso. In ogni Sprint viene introdotta una novità riguardo l'utilizzo del Drag Reduction System dopo la partenza o dopo la ripartenza in caso di safety car: si potrà utilizzare l'ala posteriore mobile dopo un solo giro e non due come avvenuto fin'ora. Se la sperimentazione andrà a buon fine la novità sarà introdotta a pieno regime anche nelle gare domenicali a partire dal 2024. Le restrizioni riguardo al parco chiuso durante un weekend nel quale si disputa la Sprint vengono alleggerite dando una maggiore libertà di movimento riguardo ai pezzi danneggiati. Le norme si applicano dalla qualifica del venerdì fino alla gara della domenica. La gara austriaca prevede in più di un'edizione la disputa della Sprint, occorrenza verificatasi già con il Gran Premio di San Paolo.
Il sistema di punteggio da attribuire durante la Sprint, sempre valevole per le classifiche piloti e costruttori, non viene modificato rispetto al 2022, comprendendo sempre i primi otto classificati, i quali nell'ordine ricevono 8, 7, 6, 5, 4, 3, 2 e 1 punto. Nella riunione della F1 Commission alla vigilia della prima Sprint del campionato, si discute dell'idea di un cambio di format per i Gran Premi dove viene effettuata la gara breve. Il format viene ratificato e consiste al primo pomeriggio di venerdì della disputa di un'unica sessione di prove libere, seguita dalle qualifiche che si disputano al tardi pomeriggio, cui stabilisce la griglia di partenza della gara; al sabato mattina è prevista una nuova sessione di qualifica denominata "Sprint Shootout" che determina la griglia di partenza della Sprint corsa al pomeriggio, contraddistinta da una distanza di gara di 24 giri per questo evento o massimo 60 minuti secondo regolamento; la gara è programmata come di consueto la domenica pomeriggio. La nuova qualifica del sabato, introdotta in sostituzione della precedente seconda sessione di libere, prevede lo stesso svolgimento delle tradizionali qualifiche, ma con un tempo ridotto: la SQ1 prevede una durata di 12 minuti, la SQ2 di 10 e la SQ3 di 8. Tra ogni fase è prevista una pausa di sette minuti. Per ogni segmento, i piloti sono obbligati a montare le gomme medie in SQ1 e SQ2, e le gomme morbide in SQ3.
Alla vigilia della gara, la Formula 1 raggiunge lo speciale record nel panorama delle competizioni automobilistiche internazionali in cui è la prima categoria in assoluto tra tutti i campionati organizzati dalla Federazione ad avere ogni suo team partecipante con l’accreditamento ambientale a tre stelle previsto dall'organo mondiale dell'automobilismo. Tutte le squadre detengono il massimo riconoscimento per i loro programmi di sostenibilità ambientale. Il programma, lanciato nel 2011 su una base di 17 criteri, è stato ideato con l’obiettivo di aumentare la tutela dell’ambiente tramite il consumo dell’energia, la gestione della catena di approvvigionamento e del rumore, oltre alla pianificazione dei trasporti e le emissioni di carbonio. In occasione dell'evento, la categoria sperimenta una propria centrale elettrica ad alta efficienza energetica nel tentativo di ridurre le emissioni di carbonio di circa il 90%. Questo sistema fornirà energia al paddock, le sale in cui vengono gestiti i dati cronometrici e le riprese televisive, oltre ai garage, la pit lane e i vari pit wall. La scuderia francese Alpine cede il 24% delle quote, ottenendo 200 milioni di euro. Il gruppo Renault ufficializza l’ingresso a livello di soci nella Alpine Racing Ltd di Otro Capital, RedBird Capital Partners e Maximum Effort Investments. Alec Scheiner, cofondatore e partner di Otro Capital, entra a far parte del Consiglio di Amministrazione di Alpine Racing Ltd. Alpine Racing SAS, l’entità che produce motori di Formula 1 a Viry-Châtillon, in Francia, non fa parte della transazione e rimane interamente di proprietà del Gruppo Renault. Per la seconda Sprint Shootout del campionato, la Federazione stabilisce che in SQ3 si può girare anche con gomme morbide usate a differenza di quanto visto nel Gran Premio d'Azerbaigian. Il cambiamento è stato introdotto per evitare la farsa di vetture che giravano nell'ultima parte di qualifiche con le gomme da bagnato. Il pilota britannico della McLaren, Lando Norris, non ha potuto girare in SQ3 perché aveva terminato le soft nuove. Egli avrebbe potuto paradossalmente girare in SQ3 con le gomme da bagnato, perché il regolamento originale si riferiva solo a mescole da asciutto, senza disciplinare l’uso di intermedie o full wet.
Il pilota olandese campione del mondo della Red Bull Racing, Max Verstappen, in caso di successo, diventerebbe il pilota di maggior successo del Gran Premio d'Austria, con quattro affermazioni. Le tre vittorie sono appannaggio dell'edizione 2018, 2019 e 2021, a pari merito con il francese Alain Prost e lo svizzero Jo Siffert, quest'ultimo vincitore di due edizioni non valide per il mondiale di Formula 1. Verstappen è anche il pilota più vincente sul circuito del Red Bull Ring, grazie al successo nell'edizione 2021 del Gran Premio di Stiria. La scuderia di Milton Keynes, in caso di trionfo, esso sarebbe il decimo consecutivo per la prima volta nella propria storia, considerando il successo nel Gran Premio di Abu Dhabi 2022, ultima prova del campionato precedente. La Ferrari, in caso di arrivo a podio, sarebbe l'ottocentesimo della propria storia. Il pilota statunitense della Williams, Logan Sargeant, quello olandese dell'AlphaTauri, Nyck de Vries, e quello australiano della McLaren, Oscar Piastri, debuttanti nella categoria in questo campionato, a pieno regime compreso De Vries, hanno già gareggiato sul circuito del Red Bull Ring. Sargeant ha corso in Eurocup e in Formula 3, mentre nel campionato precedente di Formula 2 ha vinto la feature race. De Vries ha corso nell'European Le Mans Series, in Eurocup, nel World Series Formula V8 3.5, in GP3 Series e in Formula 2, con un terzo posto conquistato in quest'ultima categoria nel 2019, in cui vinse il campionato. Piastri corse in Eurocup e in quattro corse di Formula 3 nel 2020, vincendo la prima feature race.
L'ex pilota di Formula 1 Enrique Bernoldi è nominato commissario aggiunto. Il brasiliano ha svolto in passato, in diverse occasioni, tale funzione, l'ultima nel precedente Gran Premio del Canada. È la casa automobilistica tedesca Mercedes, come nella gara precedente, a fornire la safety car e la medical car.

## Prove

### Resoconto
Max Verstappen ottiene il miglior tempo, nella sessione di prove libere del venerdì. Il campione del mondo ha colto questa prestazione dopo che si era lamentato per il sottosterzo di cui soffriva la sua vettura, che era stato evidenziato durante un long run nel quale l'olandese aveva montato gomme a mescola dura. Dopo una sosta ai box, con cambio d'assetto, Verstappen, su gomme a mescola media, nell'ultimo giro di sessione, è salito in vetta alla classifica dei tempi. Alle sue spalle si sono piazzate le due Ferrari, a loro volta davanti a Lewis Hamilton, che è sembrato ricercare la prestazione con carico di benzina. Al quinto posto c'è l'altro pilota della Red Bull Racing, Sergio Pérez, ancora debilitato dalla febbre.
La Mercedes e l'Aston Martin, quest'ultima per due volte, sono state multate dalla Federazione in quanto Lewis Hamilton, Fernando Alonso e Lance Stroll hanno superato il limite di velocità stabilito nella corsia dei box. La scuderia tedesca di 100 euro, mentre quella britannica una volta di 100 euro e una volta di 200 euro.

### Risultati
Nella sessione di prove libere si è avuta questa situazione:
| Pos | Nº | Pilota           | Costruttore                | Tempo    | Gap    | Giri |
| --- | -- | ---------------- | -------------------------- | -------- | ------ | ---- |
| 1   | 1  | Max Verstappen   | Red Bull Racing-Honda RBPT | 1'05"742 |        | 30   |
| 2   | 55 | Carlos Sainz Jr. | Ferrari                    | 1'05"983 | +0"241 | 32   |
| 3   | 16 | Charles Leclerc  | Ferrari                    | 1'06"012 | +0"370 | 33   |

## Qualifiche

### Resoconto
Il messicano Pérez fa segnare il primo tempo valido per le qualifiche, subito battuto dal compagno di scuderia, Verstappen, in 1'04"190. Oscar Piastri s'intercala fra le due Red Bull Racing; Norris, col quarto tempo, vede il suo rilievo cronometrico cancellato per aver superato i limiti del tracciato. Queste cancellazioni saranno molto frequenti nel corso della sessione. Tutti i piloti, ad eccezione di Ocon, affrontano subito la pista. Hamilton è solo dodicesimo, prima che Valtteri Bottas effettui un testacoda, senza essere più capace di riavviare la sua Alfa Romeo. La direzione di gara è costretta a esporre la bandiera rossa, per interrompere la sessione. Nel frattempo vengono cancellati i tempi di Verstappen, Hamilton e Sainz Jr.: questo mantiene al comando Piastri, davanti a Pérez. Fernando Alonso segna 1'05"653, che gli consegna la vetta della graduatoria, prima di essere battuto da Norris. La prima posizione viene, rapidamente, conquistata prima da Sainz Jr., poi da Verstappen. Leclerc è terzo, mentre Gasly fa il settimo tempo, davanti a Tsunoda. Russell scala nono. Nonostante il miglior parziale nella terza parte del circuito, Stroll è solo undicesimo, quando mancano quattro minuti al termine della Q1. Sono a rischio taglio anche Russell (dodicesimo), Pérez (tredicesimo) e Ocon (diciottesimo). Norris risale secondo, prima di essere preceduto proprio da Pérez. Il tempo del pilota della McLaren viene, ancora una volta, cancellato, riportandolo in sesta posizione. La classifica è estremamente serrata, tanto che tra il tempo di Verstappen e quello di Nico Hülkenberg, quindicesimo, ci sono solo otto decimi. Il tedesco risale, poco dopo, all'undicesimo posto. In seguito anche Ocon coglie un tempo sicuro per il passaggio in Q2, così come Russell. Vengono eliminati Tsunoda, Zhou, Sargeant, Magnussen e De Vries.
Malgrado un non elevato rischio di pioggia, ancora una volta i piloti della Red Bull Racing sono i primi a prendere il via. Verstappen chiude in 1'04"955, mentre Sergio Pérez non fa meglio di 1'05"028. Leclerc interrompe il suo tentativo, a differenza di Sainz Jr., che segna 1'05"486. Più veloce è Norris, a soli dieci millesimi da Pérez. Il tempo di Verstappen è annullato, lasciando così al vertice Pérez, prima che anche il tempo dell'altro pilota della Red Bull Racing venga cancellato. Lance Stroll risale, nel frattempo, al secondo posto, prima che anche la sua prestazione venga inficiata da un superamento dei limiti della pista. A dieci minuti dal termine della sessione solo otto piloti hanno completato un giro valido. Esteban Ocon sale quarto, mentre il suo compagno di team, Gasly, è secondo. Nel suo nuovo tentativo Verstappen risale ancora al comando, con Pérez che è terzo. In seguito il tempo del messicano viene annullato. Fa anche meglio Sainz Jr., secondo. Albon è decimo, col miglior parziale nel primo settore. Risale al quarto posto Leclerc, davanti a Hamilton. A tre minuti dal termine della sessione Pérez è quindicesimo, mentre George Russell è quattordicesimo. Il britannico è in seguito decimo, ma il terzo tempo di Pérez lo elimina. Ocon è settimo, mentre Alonso scala sesto. Rimontano nei primi dieci anche Hülkenberg e Stroll, mentre Gasly scala quinto. Infine, anche l'ultimo tempo di Pérez è annullato, sempre per essere passato oltre i limiti del tracciato. Questo gli costa il passaggio alla fase finale delle qualifiche. Anche Pierre Gasly vede il suo tempo cancellato, ma il tempo precedente gli è sufficiente per l'ammissione alla Q3. Oltre a Pérez, sono eliminati Russell, Ocon, Piastri e Bottas.
Nella terza fase delle qualifiche il primo a chiudere il giro è Alexander Albon (1'05"823). Il tempo del pilota della Williams è presto battuto da Verstappen (1'04"503). Sainz Jr. si pone a 423 millesimi dal tempo dell'olandese. Leclerc fa meglio del suo compagno di scuderia, mentre Norris è quarto. Alonso fa il quinto tempo, davanti a Gasly. Successivamente Lewis Hamilton ottiene la migliore prestazione assoluta nel primo settore, ma chiude col quinto tempo. Max Verstappen abbassa il limite a 1'04"391, mentre Alonso rimonta in terza posizione. Lo batte l'altro pilota dell'Aston Martin, Stroll, e anche Sainz Jr., che è secondo, davanti al canadese. Il tempo di Stroll è battuto anche da Norris. Col suo secondo tentativo Charles Leclerc si pone a soli 0"048 da Verstappen, che conserva la pole position per la gara della domenica. La seconda fila è presa da Sainz Jr. e Norris.
Max Verstappen conquista la ventiseiesima partenza al palo in carriera, la sesta in stagione, nonché la quarta consecutiva del campionato, eguagliando il numero delle partenze davanti a tutti nella storia della categoria di Mika Häkkinen. Il campione del mondo, che ottiene la settima partenza consecutiva in prima fila sul circuito del Red Bull Ring, bissa la pole position ottenuta nell'edizione precedente del 2022. Per la Red Bull Racing è l'ottantanovesima partenza in prima posizione della storia e l'ottava del campionato, nonché la terza complessiva nel Gran Premio d'Austria. La scuderia di Milton Keynes presenta una vettura in prima posizione per il secondo anno consecutivo, grazie nuovamente a Verstappen. Per la Ferrari è la migliore qualifica della stagione grazie alle due vetture nelle prime tre posizioni per la prima volta in campionato. Stroll si qualifica davanti ad Alonso in qualifica per la seconda volta nelle ultime tre gare. Pérez è eliminato in Q1 per la quarta gara consecutiva. Tra il tempo della pole position di Verstappen e il secondo più veloce, Leclerc, c'è un distacco di soli 0"048, il più basso fin qui registrato in campionato. Il campione del mondo, in caso di successo, diventerebbe il pilota di maggior successo in questo Gran Premio, con quattro affermazioni, mentre per la Red Bull Racing sarebbe la decima gara consecutiva vincente per la prima volta nella propria storia, considerando il successo nel Gran Premio di Abu Dhabi 2022, ultima prova del campionato precedente. La Ferrari, in caso di arrivo a podio, sarebbe l'ottocentesimo della propria storia.
Sono stati cancellati 47 tempi dai commissari sportivi ai piloti per non aver rispettato i limiti della pista, durante le qualifiche. Si sono visti cancellare il tempo sei volte Lando Norris (tutte le volte alla curva 10) e Carlos Sainz Jr. (due volte alla curva 10, una volta alla curva 6 e tre volte alla curva 9), quattro volte Max Verstappen (tutte le volte alla curva 10), Pierre Gasly (tutte le volte alla curva 10) e Alexander Albon (tre volte alla curva 10 e una volta alla curva 9), tre volte Esteban Ocon (tutte le volte alla curva 10) e Sergio Pérez (due volte alla curva 9 e una volta alla curva 10), due volte Nico Hülkenberg (una volta alla curva 9 e una volta alla curva 6), Lewis Hamilton (entrambe le volte alla curva 10), Zhou Guanyu (entrambe le volte alla curva 10), Kevin Magnussen (entrambe le volte alla curva 10), Lance Stroll (entrambe le volte alla curva 9) e Fernando Alonso (una volta alla curva 10 e una volta alla curva 9), una volta Nyck de Vries (alla curva 10), Yuki Tsunoda (alla curva 10), George Russell (alla curva 9), Oscar Piastri (alla curva 9) e Valtteri Bottas (alla curva 10).
Al termine delle qualifiche, il direttore di gara, il tedesco Niels Wittich, comunica che la riunione dei piloti programmata un'ora e mezza dopo il termine delle prove ufficiali è cancellata. Max Verstappen e Kevin Magnussen vengono convocati dai commissari sportivi in quanto il pilota olandese ha ostacolato quello danese alla curva 1, nel corso della Q1. Il pilota della Red Bull Racing non riceve sanzioni.

### Risultati
Nella sessione di qualifica si è avuta questa situazione:
| Pos                         | Nº | Pilota           | Costruttore                  | Q1       | Q2       | Q3       | Griglia |
| --------------------------- | -- | ---------------- | ---------------------------- | -------- | -------- | -------- | ------- |
| 1                           | 1  | Max Verstappen   | Red Bull Racing-Honda RBPT   | 1'05"116 | 1'04"951 | 1'04"391 | 1       |
| 2                           | 16 | Charles Leclerc  | Ferrari                      | 1'05"577 | 1'05"087 | 1'04"439 | 2       |
| 3                           | 55 | Carlos Sainz Jr. | Ferrari                      | 1'05"339 | 1'04"975 | 1'04"581 | 3       |
| 4                           | 4  | Lando Norris     | McLaren-Mercedes             | 1'05"617 | 1'05"038 | 1'04"658 | 4       |
| 5                           | 44 | Lewis Hamilton   | Mercedes                     | 1'05"673 | 1'05"188 | 1'04"819 | 5       |
| 6                           | 18 | Lance Stroll     | Aston Martin Aramco-Mercedes | 1'05"710 | 1'05"121 | 1'04"893 | 6       |
| 7                           | 14 | Fernando Alonso  | Aston Martin Aramco-Mercedes | 1'05"655 | 1'05"181 | 1'04"911 | 7       |
| 8                           | 27 | Nico Hülkenberg  | Haas-Ferrari                 | 1'05"740 | 1'05"362 | 1'05"090 | 8       |
| 9                           | 10 | Pierre Gasly     | Alpine-Renault               | 1'05"515 | 1'05"308 | 1'05"170 | 9       |
| 10                          | 23 | Alexander Albon  | Williams-Mercedes            | 1'05"673 | 1'05"387 | 1'05"823 | 10      |
| 11                          | 63 | George Russell   | Mercedes                     | 1'05"673 | 1'05"428 | N.D.     | 11      |
| 12                          | 31 | Esteban Ocon     | Alpine-Renault               | 1'05"729 | 1'05"453 | N.D.     | 12      |
| 13                          | 81 | Oscar Piastri    | McLaren-Mercedes             | 1'05"683 | 1'05"605 | N.D.     | 13      |
| 14                          | 77 | Valtteri Bottas  | Alfa Romeo-Ferrari           | 1'05"763 | 1'05"680 | N.D.     | 14      |
| 15                          | 11 | Sergio Pérez     | Red Bull Racing-Honda RBPT   | 1'05"177 | 2'06"688 | N.D.     | 15      |
| 16                          | 22 | Yuki Tsunoda     | AlphaTauri-Honda RBPT        | 1'05"784 | N.D.     | N.D.     | 16      |
| 17                          | 24 | Zhou Guanyu      | Alfa Romeo-Ferrari           | 1'05"818 | N.D.     | N.D.     | 17      |
| 18                          | 2  | Logan Sargeant   | Williams-Mercedes            | 1'05"948 | N.D.     | N.D.     | 18      |
| 19                          | 20 | Kevin Magnussen  | Haas-Ferrari                 | 1'05"971 | N.D.     | N.D.     | PL      |
| 20                          | 21 | Nyck de Vries    | AlphaTauri-Honda RBPT        | 1'05"974 | N.D.     | N.D.     | PL      |
| Tempo limite 107%: 1'09"674 |    |                  |                              |          |          |          |         |

In grassetto sono indicate le migliori prestazioni in Q1, Q2 e Q3.

## Sprint Shootout

### Resoconto
I piloti, visto che la pista viene determinata come umida, possono affrontare la sessione con le mescole desiderate. Alcuni ne approfittano per montare gomme a mescola morbida, mentre nessuno opta per le gomme da bagnato intermedio. Il miglior tempo è registrato da Max Verstappen, in realtà con gomme medie. Sempre a inizio di sessione, Sainz Jr. soffre per un problema col break-by-wire, tanto da rientrare ai box. Zhou Guanyu è autore di un testacoda, lamentando che le gomme non erano in temperatura. La pista migliora rapidamente: Albon si porta al comando, con 1'07"506. Il suo tempo è migliorato da Pérez, mentre è secondo Verstappen. Risale anche Logan Sargeant, terzo, poi battuto da Hülkenberg, secondo. Fa meglio di tutti Hamilton (1'06"624), con Alonso che è secondo, e Tsunoda terzo. Viene messo sotto indagine Leclerc, per aver ostacolato Piastri. Torna terzo Albon, preceduto poi da Russell, secondo. Leclerc, che non sembra molto competitivo, decide di effettuare due giri veloci di seguito, che però non lo portano oltre l'ottavo posto. Fa molto meglio Sainz Jr., che s'impone in vetta. Hamilton non riesce a migliorare i suoi tempi, e non accede alla Q2; rischiano il taglio anche Sergio Pérez e Leclerc, solo quattordicesimo e quindicesimo, rispettivamente. Il monegasco precede di un solo millesimo Zhou. Oltre al cinese e a Hamilton, vengono eliminati Piastri, Bottas e Sargeant.
Nella seconda fase Verstappen segna 1'05"624, precedendo Lando Norris e Ocon. Pérez è quinto, in mezzo alle due Haas. Poco dopo scala al secondo posto Alonso. Sarà, poi, il suo connazionale Sainz Jr. a strappargli la piazza d'onore. Continua ad avere difficoltà Leclerc, che è solo nono. Anche la Mercedes sconta dei problemi, tanto che Russell è costretto ai box, per un guasto all'impianto idraulico. Il britannico è costretto ad abbandonare la sessione. Rimonta, in seconda posizione, Pérez, mentre Nico Hülkenberg è ottavo. Meglio fa il suo compagno di team, Magnussen, che sale al secondo posto. In seguito la prima posizione è presa da Esteban Ocon (1'05"604). Il tempo del pilota dell'Alpine è migliorato da Sainz Jr.. Leclerc, in extremis, conquista il quarto tempo. Sempre nel finale Verstappen strappa, ancora, il miglior rilievo cronometrico. Non accedono alla fase conclusiva Albon, Gasly, Tsunoda, De Vries e Russell. La direzione di gara pone sotto indagine Hülkenberg, per essere stato rimandato in pista in maniera non sicura, colpendo con la sua vettura una delle gomme che gli erano state sostituite. 
In Q3 Verstappen chiude la sua prestazione in 1'04"613; l'altra Red Bull Racing di Pérez è più lenta di quattro decimi. Ocon è terzo, mentre Norris è capace di interporsi tra Verstappen e Pérez. Carlos Sainz Jr., su gomme medie, chiude quarto, davanti a Hülkenberg. Il tedesco è, in seguito, battuto da Leclerc. Col secondo tentativo Norris non migliora, mentre Alonso scala quinto; Ocon è settimo, preceduto però da Lance Stroll, qualche secondo dopo. Hülkenberg segna il quarto tempo, mentre Verstappen si conferma in testa, abbassando il suo tempo a 1'04"440. Sainz Jr. progredisce in quinta posizione, con Pérez che scala secondo.
Sono stati cancellati 13 tempi dai commissari sportivi ai piloti per non aver rispettato i limiti della pista, durante la Sprint Shootout. Si sono visti cancellare il tempo tre volte Max Verstappen (una volta alla curva 9 e due volte alla curva 10), due volte Logan Sargeant (entrambe le volte alla curva 9), Lewis Hamilton (entrambe le volte alla curva 10) e Yuki Tsunoda (entrambe le volte alla curva 10), una volta Zhou Guanyu (alla curva 9), Sergio Pérez (alla curva 9), Nyck de Vries (alla curva 10) e Alexander Albon (alla curva 10).
Al termine della Sprint Shootout, Charles Leclerc e Oscar Piastri vengono convocati dai commissari sportivi in quanto il pilota monegasco ha ostacolato quello australiano alla curva 9, nel corso della SQ1. Leclerc viene penalizzato di tre posizioni sulla griglia di partenza della Sprint. La Haas viene convocata in quanto la ruota posteriore sinistra della vettura di Nico Hülkenberg ha colpito quella rimossa anteriore sinistra, dopo un pit stop. Il costruttore statunitense viene multato di 5 000 euro da parte della Federazione, con la sanzione sospesa fino al termine del campionato a condizione che non vi siano ulteriori violazioni da parte della squadra.

### Risultati
Nella sessione della Sprint Shootout si è avuta questa situazione:
| Pos                         | Nº | Pilota           | Costruttore                  | SQ1      | SQ2         | SQ3      | Griglia |
| --------------------------- | -- | ---------------- | ---------------------------- | -------- | ----------- | -------- | ------- |
| 1                           | 1  | Max Verstappen   | Red Bull Racing-Honda RBPT   | 1'06"236 | 1'05"371    | 1'04"440 | 1       |
| 2                           | 11 | Sergio Pérez     | Red Bull Racing-Honda RBPT   | 1'06"924 | 1'05"836    | 1'04"933 | 2       |
| 3                           | 4  | Lando Norris     | McLaren-Mercedes             | 1'06"723 | 1'05"699    | 1'05"010 | 3       |
| 4                           | 27 | Nico Hülkenberg  | Haas-Ferrari                 | 1'06"548 | 1'06"091    | 1'05"084 | 4       |
| 5                           | 55 | Carlos Sainz Jr. | Ferrari                      | 1'06"187 | 1'05"434    | 1'05"136 | 5       |
| 6                           | 16 | Charles Leclerc  | Ferrari                      | 1'07"061 | 1'05"673    | 1'05"245 | 9       |
| 7                           | 14 | Fernando Alonso  | Aston Martin Aramco-Mercedes | 1'06"611 | 1'05"759    | 1'05"258 | 6       |
| 8                           | 18 | Lance Stroll     | Aston Martin Aramco-Mercedes | 1'06"569 | 1'05"914    | 1'05"347 | 7       |
| 9                           | 31 | Esteban Ocon     | Alpine-Renault               | 1'06"840 | 1'05"604    | 1'05"366 | 8       |
| 10                          | 20 | Kevin Magnussen  | Haas-Ferrari                 | 1'06"629 | 1'05"730    | 1'05"912 | 10      |
| 11                          | 23 | Alexander Albon  | Williams-Mercedes            | 1'06"892 | 1'06"152    | N.D.     | 11      |
| 12                          | 10 | Pierre Gasly     | Alpine-Renault               | 1'06"873 | 1'06"360    | N.D.     | 12      |
| 13                          | 22 | Yuki Tsunoda     | AlphaTauri-Honda RBPT        | 1'06"896 | 1'06"369    | N.D.     | 13      |
| 14                          | 21 | Nyck de Vries    | AlphaTauri-Honda RBPT        | 1'06"704 | 1'06"593    | N.D.     | 14      |
| 15                          | 63 | George Russell   | Mercedes                     | 1'06"653 | senza tempo | N.D.     | 15      |
| 16                          | 24 | Zhou Guanyu      | Alfa Romeo-Ferrari           | 1'07"062 | N.D.        | N.D.     | 16      |
| 17                          | 81 | Oscar Piastri    | McLaren-Mercedes             | 1'07"106 | N.D.        | N.D.     | 17      |
| 18                          | 44 | Lewis Hamilton   | Mercedes                     | 1'07"282 | N.D.        | N.D.     | 18      |
| 19                          | 77 | Valtteri Bottas  | Alfa Romeo-Ferrari           | 1'07"291 | N.D.        | N.D.     | 19      |
| 20                          | 2  | Logan Sargeant   | Williams-Mercedes            | 1'07"426 | N.D.        | N.D.     | 20      |
| Tempo limite 107%: 1'10"820 |    |                  |                              |          |             |          |         |

In grassetto sono indicate le migliori prestazioni in SQ1, SQ2 e SQ3.

## Sprint

### Resoconto
La pioggia colpisce il tracciato, poco prima della partenza. Tutti i piloti scelgono di partire con gomme da bagnato intermedio, a eccezione di Valtteri Bottas, che prova a partite con gomme morbide. Al termine del giro di ricognizione il pilota dell'Alfa Romeo decide comunque di passare ai box, per montare, come gli altri, le gomme intermedie.
Alla partenza, le due Red Bull Racing sono protagoniste di un lungo duello: prima Pérez passa Verstappen alla prima curva, l'olandese affianca poi il messicano sul secondo rettilineo, che si difende costringendolo quasi sull'erba, poi il campione del mondo supera il compagno di team, con una staccata profonda alla curva 3. Pérez riattacca l'olandese sul terzo rettilineo che si difende nuovamente alla staccata di curva 4. La manovra di Verstappen finisce per favorire Nico Hülkenberg, che prende la seconda posizione al messicano. Sainz Jr. è quarto, davanti alla coppia delle Aston Martin. Norris, che era partito terzo, al termine del primo giro è solo decimo. Sempre nelle posizioni di rincalzo si infiamma la lotta tra Charles Leclerc e Ocon, col ferrarista che attacca, senza successo, il francese. Il monegasco si deve difendere anche da Norris che lo attacca, senza riuscirvi, al sesto giro. Le Mercedes, nelle retrovie, hanno la meglio sulla Haas di Magnussen: prima Russell supera il danese alla curva 3, poi Hamilton, dopo un lungo duello, lo sorpassa all'esterno di curva 6. Le vetture tedesche si trovano, adesso, in undicesima e dodicesima posizione. Verstappen è capace di inanellare giri rapidi in successione, mentre Hülkenberg resiste a Pérez, fino al dodicesimo giro, con una pista che si sta asciugando. Nel giro successivo il pilota della Haas cede anche a Sainz Jr.. 
Al quindicesimo giro George Russell è il primo a passare all'utilizzo delle gomme da asciutto. Norris, nello stesso giro, sfrutta un errore di Leclerc, per prendergli la nona posizione. I tempi di Russell, migliori anche di quelli di Verstappen, convincono molti altri piloti al passaggio alle gomme slick. Hülkenberg, che era sceso in graduatoria dopo il cambio gomme, risale, e riconquista la sesta posizione, passando Ocon, nell'ultimo giro. Proprio sul traguardo anche Russell attacca il pilota dell'Alpine, ma in volata è il francese a prevalere. Verstappen conquista la Sprint, con ben 21 secondi di margine su Pérez. Sainz Jr., terzo, è staccato di oltre 23 secondi.
Il campione del mondo della Red Bull Racing bissa il successo nella Sprint dell'edizione del 2022. La gara fu appannaggio poi di Leclerc. Nonostante sia classificato secondo, è Pérez il pilota che ha ottenuto più punti in una gara Sprint, con quindici contro i quattordici di Verstappen. Il messicano vinse la prima Sprint della stagione tenutasi nel Gran Premio d'Azerbaigian. La quarta posizione di Stroll e la quinta di Alonso rappresentano il miglior risultato per i piloti in una gara Sprint. Hamilton, decimo, non ottiene punti in una Sprint per la prima volta da quella tenutasi nel Gran Premio dell'Emilia-Romagna 2022. Verstappen è il pilota di maggior successo nella Sprint, con quattro affermazioni, dopo l'introduzione della gara rapida nella stagione 2021. Il leader della classifica piloti ha condotto ogni giro della gara veloce dopo aver condotto ogni tornata degli ultimi tre Gran Premi del campionato. L'ultimo pilota diverso da Verstappen a condurre un giro in una gara fu Sergio Pérez nel Gran Premio di Miami. Sainz Jr. ottiene più punti in una Sprint in stagione, dieci, di qualsiasi altro pilota che non sia della Red Bull Racing. Ocon batte Russell sulla linea del traguardo per la settima posizione per soli 0"009. Hamilton è stato il pilota a guadagnare più posizioni durante la gara rapida, otto, dalla diciottesima posizione in griglia di partenza, mentre Norris colui che ne ha perse di più, sei, dopo essere partito terzo. Grazie ai punti conquistati con il settimo posto di Hülkenberg, la Haas supera l'Alfa Romeo in classifica costruttori, posizionandosi settima.
Sono stati cancellati sette tempi dai commissari sportivi ai piloti per non aver rispettato i limiti della pista, durante la Sprint. Si sono visti cancellare il tempo due volte Lewis Hamilton (entrambe le volte alla curva 9) e Charles Leclerc (entrambe le volte alla curva 10), una volta Lando Norris (alla curva 9), Carlos Sainz Jr. (alla curva 9) e Pierre Gasly (alla curva 9).

### Risultati
I risultati della Sprint sono i seguenti:
| Pos | Nº | Pilota           | Costruttore                  | Giri | Tempo/Ritiro | Griglia | Punti |
| --- | -- | ---------------- | ---------------------------- | ---- | ------------ | ------- | ----- |
| 1   | 1  | Max Verstappen   | Red Bull Racing-Honda RBPT   | 24   | 30'26"730    | 1       | 8     |
| 2   | 11 | Sergio Pérez     | Red Bull Racing-Honda RBPT   | 24   | +21"048      | 2       | 7     |
| 3   | 55 | Carlos Sainz Jr. | Ferrari                      | 24   | +23"088      | 5       | 6     |
| 4   | 18 | Lance Stroll     | Aston Martin Aramco-Mercedes | 24   | +29"703      | 7       | 5     |
| 5   | 14 | Fernando Alonso  | Aston Martin Aramco-Mercedes | 24   | +30"109      | 6       | 4     |
| 6   | 27 | Nico Hülkenberg  | Haas-Ferrari                 | 24   | +31"297      | 4       | 3     |
| 7   | 31 | Esteban Ocon     | Alpine-Renault               | 24   | +36"602      | 8       | 2     |
| 8   | 63 | George Russell   | Mercedes                     | 24   | +36"611      | 15      | 1     |
| 9   | 4  | Lando Norris     | McLaren-Mercedes             | 24   | +38"608      | 3       |       |
| 10  | 44 | Lewis Hamilton   | Mercedes                     | 24   | +46"375      | 18      |       |
| 11  | 81 | Oscar Piastri    | McLaren-Mercedes             | 24   | +49"807      | 17      |       |
| 12  | 16 | Charles Leclerc  | Ferrari                      | 24   | +50"789      | 9       |       |
| 13  | 23 | Alexander Albon  | Williams-Mercedes            | 24   | +52"848      | 11      |       |
| 14  | 20 | Kevin Magnussen  | Haas-Ferrari                 | 24   | +56"593      | 10      |       |
| 15  | 10 | Pierre Gasly     | Alpine-Renault               | 24   | +57"652      | 12      |       |
| 16  | 22 | Yuki Tsunoda     | AlphaTauri-Honda RBPT        | 24   | +1'04"822    | 13      |       |
| 17  | 21 | Nyck de Vries    | AlphaTauri-Honda RBPT        | 24   | +1'05"617    | 14      |       |
| 18  | 2  | Logan Sargeant   | Williams-Mercedes            | 24   | +1'06"059    | 20      |       |
| 19  | 24 | Zhou Guanyu      | Alfa Romeo-Ferrari           | 24   | +1'10"825    | 16      |       |
| 20  | 77 | Valtteri Bottas  | Alfa Romeo-Ferrari           | 24   | +1'16"435    | PL      |       |

## Gara

### Resoconto

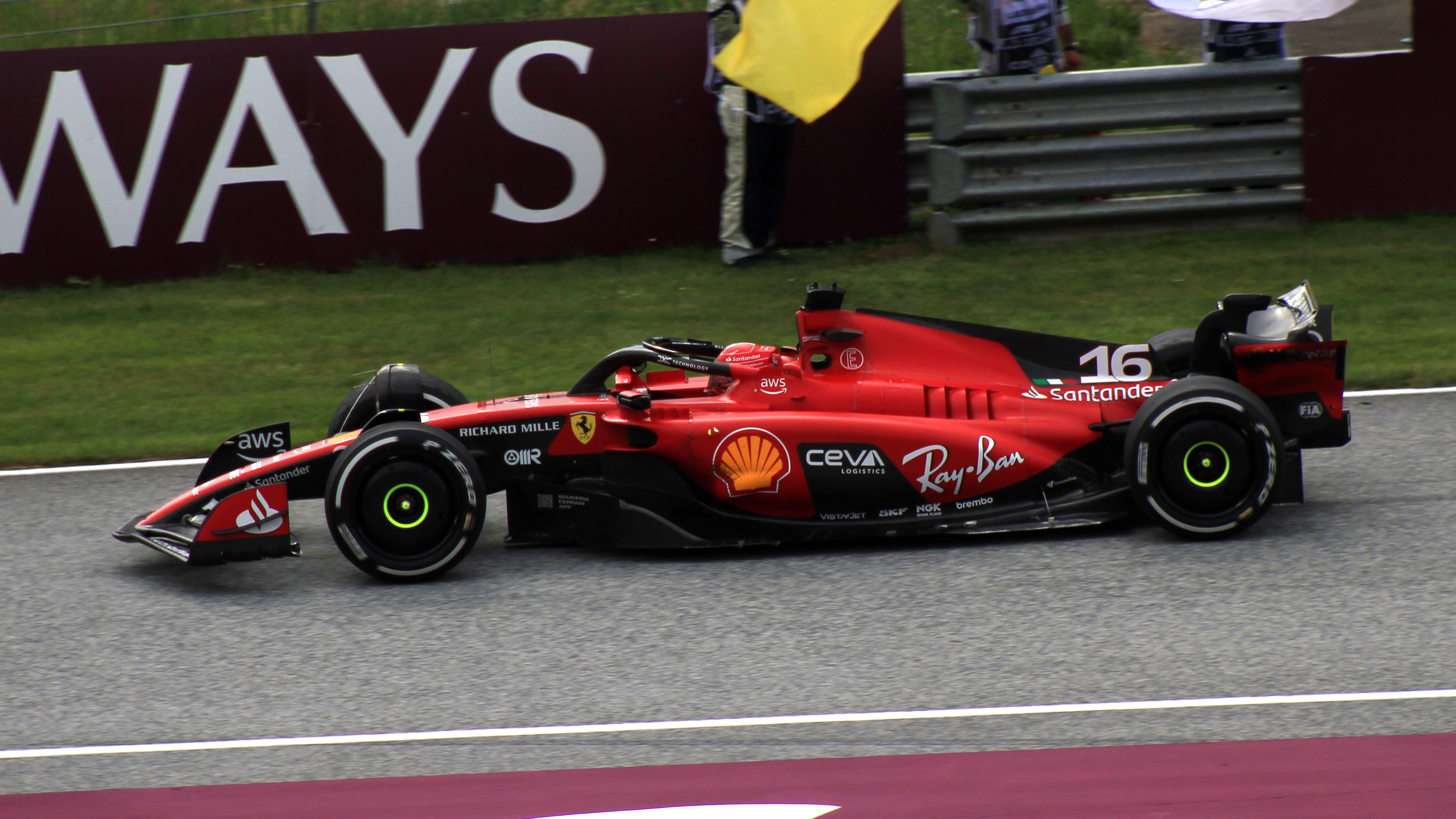
Con il secondo posto di Charles Leclerc, la Ferrari conquista l'800º podio in assoluto in Formula 1.

Prima della gara, sulla vettura di Kevin Magnussen viene modificato il set up delle sospensioni con la monoposto sotto il regime di parco chiuso. Il pilota danese della Haas è costretto a partire dalla pit lane. Sulla vettura di Nyck de Vries viene installata la terza unità relativa al motore a combustione interna e all'unità di controllo elettronico. Il pilota olandese dell'AlphaTauri è costretto a partire dal fondo dello schieramento in quanto i nuovi componenti installati superano quelli utilizzabili nel numero massimo stabilito dal regolamento tecnico. De Vries è costretto a partite dalla pit lane a causa della modifica al set up delle sospensioni e alla sostituzione dell'alettone posteriore con la vettura sotto il regime di parco chiuso.
Prima del via, viene osservato un minuto di silenzio in memoria del pilota olandese Dilano van 't Hoff, scomparso il giorno precedente a causa di un incidente sul circuito di Spa-Francorchamps durante la prova belga del campionato di Formula 3 europea regionale.
Quasi tutti i piloti partono con gomme medie, tranne Alonso, Bottas e Magnussen. In partenza Verstappen non si fa sorprendere dalle due Ferrari, che mantengono le prime due posizioni. A centro gruppo c'è un contatto tra Esteban Ocon e Yuki Tsunoda, che perde una parte della sua ala anteriore. I detriti lasciati dalla monoposto del giapponese convincono la direzione di gara a inviare in pista la vettura di sicurezza, che vi rimane per tre giri. Alla ripartenza Verstappen non ha problemi a mantenere il comando della classifica. Alle sue spalle Carlos Sainz Jr. sembra più veloce di Leclerc, ma la sua scuderia lo fa restare alle spalle del compagno. Dietro alle due vetture di Maranello ci sono Hamilton, Norris e Alonso. All'ottavo giro Stroll passa Nico Hülkenberg, già in crisi con le gomme. Il tedesco passa ai box, per il cambio delle gomme, al dodicesimo giro. La gara del pilota della Haas s'interrompe poco dopo, a causa di una perdita di potenza al motore. In questa occasione viene deciso per il regime di virtual safety car. Ne approfittano, per il cambio gomme, Hamilton, Norris, Gasly, Alexander Albon e Russell. Le due Ferrari, per pochi istanti, passano davanti alla linea dei box, prima che la direzione di gara imponga il regime di vettura di sicurezza virtuale, non potendo fermarsi che nel giro successivo. Entrambi i cambi gomme non sono velocissimi. Le due vetture rimontano gomme medie.
Quando la gara riprende il suo normale corso, alle spalle di Verstappen c'è ancora Leclerc, seguito da Sergio Pérez, Hamilton, Sainz Jr. e Norris. Al diciannovesimo giro lo spagnolo della Ferrari passa Hamilton che, nel frattempo, è penalizzato di cinque secondi, per l'eccessivo numero di volte in cui il pilota britannico ha superato i limiti del tracciato. Sono moltissimi i tempi cancellati per questo motivo, dalla direzione di gara. Il giro dopo l'iberico ha la meglio anche su Pérez, riportandosi in terza posizione. Verstappen attende il venticinquesimo giro per effettuare la sua sosta. Il pilota della Red Bull Racing riparte terzo, interrompendo così la lunga striscia di giri consecutivi in vetta a un Gran Premio, che durava dal Gran Premio di Miami. Il giro successivo l'olandese passa Carlos Sainz Jr.. Poco dopo Norris passa Hamilton, per la quarta posizione. Pérez, nel frattempo, è andato ai box, per la sosta, ed è sceso in decima posizione. Il messicano, con diversi sorpassi, anche sfruttando i cambi gomme degli avversari, si riporterà in quarta posizione.
Al trentacinquesimo giro Max Verstappen si riprende il comando della gara, passando Leclerc. Al quarantaduesimo giro c'è la sosta per Norris, seguito, dopo un giro, da Hamilton, che sconta la sua penalità. Si fermano, in successione, anche Alonso e Sainz Jr.. Anche il ferrarista deve scontare una penalità, sempre per aver passato, in troppe occasioni, i limiti del tracciato. Il ferrarista rientra in gara alle spalle di Lando Norris, che però supera subito. Verstappen comanda con margine la gara, davanti a Leclerc, Pérez, Sainz Jr., Norris e Alonso. Charles Leclerc si ferma, per la seconda volta, al quarantottesimo giro. Il monegasco scende in terza posizione, ma recupera la piazza d'onore, quando, dopo tre giri, si ferma ancora anche Pérez. Un giro prima del messicano si era fermato anche Verstappen, che però mantiene la prima posizione.
Dopo cinquantadue giri Verstappen ha un vantaggio di oltre 14 secondi su Leclerc, 22 su Sainz Jr., 23 su Norris e 26 e mezzo su Pérez. Quest'ultimo si avvicina a Norris, per superarlo al cinquantaseiesimo giro. In seguito il pilota della Red Bull Racing ingaggia un lungo duello con Sainz Jr.. Il ferrarista, per difendersi, giunto al detection point della seconda curva, si lascia sfilare da Pérez, al fine di poter utilizzare il DRS sul rettilineo successivo, potendosi così difendere dall'avversario, più veloce. Questa strategia viene ripetuta per alcuni giri, fino a quando Pérez riesce lui a prendere il DRS e passare Sainz Jr., alla curva 4. Al penultimo giro, Verstappen, avendo il margine su Leclerc, decide di passare ai box per montare gomme soft e tentare di conquistare il giro veloce. La mossa gli riesce, all'ultimo giro.
Il campione del mondo vince il quarantunesimo Gran Premio in carriera, la settima gara in stagione, la quinta consecutiva, nonché il quarto successo nel Gran Premio d'Austria, bissando il successo ottenuto nella Sprint. Per la Red Bull Racing è la nona vittoria consecutiva in stagione su altrettante gare, la centunesima della propria storia e la quarta complessiva sul circuito del Red Bull Ring, per la prima volta dalla gara del 2021, sempre con Verstappen. Per Leclerc, che ottiene il quarto podio sul circuito del Red Bull Ring, più di qualsiasi altra pista, la seconda posizione è il miglior risultato in stagione. Con la terza posizione di Pérez, entrambe le Red Bull Racing terminano a podio sul circuito di casa per la prima volta in un Gran Premio, dopo la prima e la terza posizione conquistate durante la Sprint. Per il messicano è il primo podio sul circuito austriaco in dodici apparizioni. La McLaren ottiene il miglior risultato in campionato grazie al quarto posto di Norris. Il britannico ha terminato nelle prime cinque posizioni in cinque delle ultime sei partecipazioni sul circuito del Red Bull Ring. La quinta posizione di Alonso è il miglior risultato su questa pista dalla gara del 2014 con la Ferrari. L'ottavo posto di Hamilton è per il britannico il peggior risultato di sempre sul circuito austriaco in una gara portata a termine. Grazie al decimo posto di Gasly, l'Alpine ottiene punti per la quinta gara di fila. Il costruttore francese ha ottenuto punti anche col settimo posto appannaggio di Ocon nella Sprint. Stroll, nono, termina cinque posizioni indietro rispetto al risultato della gara rapida. Per Max Verstappen è il settimo hat trick (pole position, giro veloce e vittoria), dopo il Gran Premio di Spagna, in carriera in Formula 1, eguagliando Alberto Ascari e Ayrton Senna. Verstappen, che ha terminato tutte le gare del campionato al primo o secondo posto, diventa il pilota col maggior numero di successi nel Gran Premio d'Austria, con quattro affermazioni, e quello col maggior numero di vittore sul circuito del Red Bull Ring, con cinque, più di quante ne abbia ottenute su qualsiasi altra pista in carriera. È stato anche l'ottavo podio per l'olandese sul circuito austriaco, al miglior primato su qualsiasi pista del mondiale, dopo la precedente condivisione con lo stesso numero di podi sul circuito di Catalogna. Verstappen ha condotto i primi ventiquattro giri della gara, la quale striscia consecutiva di tornate condotte in testa a un Gran Premio si è terminata a 248, al terzo posto nella classifica di tutti i tempi, dietro Senna e Ascari. La quarantaduesima vittoria di Verstappen testimonia che egli ha ottenuto esattamente la metà di tutte le vittorie in carriera negli ultimi quattordici mesi, a partire dal Gran Premio dell'Emilia-Romagna 2022. Grazie al successo, Verstappen ha vinto tante gare negli ultimi quattordici mesi, ventuno, di quante ne ha vinte Kimi Räikkönen in diciannove stagioni. La Red Bull Racing vince nove gare consecutive dall'inizio del campionato, a due lunghezze dal record della McLaren di undici vittorie di fila dall'inizio del mondiale 1988. La scuderia di Milton Keynes, che ottiene il novantesimo giro veloce, stabilisce il proprio record di vittorie consecutive, dieci, con il trionfo nell'ultima gara del campionato precedente. Per il costruttore austriaco è la seconda striscia più lunga di vittorie consecutive nella storia del mondiale. Essa ottiene il podio con entrambe le vetture per la prima volta dal Gran Premio di Miami. Nelle sessioni ufficiali durante il weekend di gara il tempo più veloce è sempre stato appannaggio di Verstappen, tranne che per la SQ1 e per il giro veloce della Sprint, in cui i più rapidi sono risultati, rispettivamente, Sainz Jr. e Hülkenberg. L'olandese è risultato il più veloce nella sessione di prove libere, in Q1, Q2 e in Q3, cui è valsa la pole position, in SQ2 e in SQ3, tempo valevole per la pole position della Sprint, oltre a vincere la gara rapida conducendola per tutti i suoi giri e vincendo il Gran Premio con il giro veloce. Leclerc è il primo pilota diverso dall'olandese a condurre una gara, per la prima volta da Pérez nel Gran Premio di Miami. Con il secondo posto del monegasco, la Ferrari ottiene l'ottocentesimo podio nella categoria. Alonso non termina a podio solamente per la terza volta in stagione. L'Alfa Romeo non ottiene punti dopo due gare consecutive. Ocon stabilisce il record del maggior numero di penalizzazioni ricevute in una gara con cinque, quattro appannaggio del superamento dei limiti del tracciato, e una per aver lasciato la piazzola, al termine di un pit stop, in condizioni non sicure, col sopraggiungente Sargeant. Il weekend di gara ha visto il numero record di ben centocinquantuno tempi invalidati dai commissari sportivi ai piloti per non aver rispettato i limiti della pista. Hülkenberg, l'unico ritirato del Gran Premio, termina una striscia di ventidue gare al traguardo, dopo aver preso punti nella Sprint. Verstappen ha un vantaggio in classifica piloti, sul compagno di squadra Pérez, di 81 punti, più di quelli ottenibili vincendo tre Gran Premi.
Sono stati cancellati 84 tempi dai commissari sportivi ai piloti per non aver rispettato i limiti della pista, durante la gara. Si sono visti cancellare il tempo dieci volte Esteban Ocon (sette volte alla curva 10 e tre volte alla curva 9), nove volte Yuki Tsunoda (sei volte alla curva 10 e tre volte alla curva 9) e Alexander Albon (quattro volte alla curva 9 e cinque volte alla curva 10), sette volte Pierre Gasly (sei volte alla curva 10 e una volta alla curva 9), sei volte Lewis Hamilton (tutte le volte alla curva 10), Carlos Sainz Jr. (due volte alla curva 10 e quattro volte alla curva 9), Nyck de Vries (tutte le volte alla curva 9) e Logan Sargeant (quattro volte alla curva 9 e due volte alla curva 10), quattro volte Kevin Magnussen (due volte alla curva 10 e due volte alla curva 9), tre volte Lance Stroll (due volte alla curva 9 e una volta alla curva 10), Nico Hülkenberg (due volte alla curva 10 e una volta alla curva 9), Sergio Pérez (due volte alla curva 9 e una volta alla curva 10), Oscar Piastri (tutte le volte alla curva 9) e Lando Norris (due volte alla curva 10 e una volta alla curva 9), due volte Charles Leclerc (una volta alla curva 9 e una volta alla curva 10) e Valtteri Bottas (una volta alla curva 9 e una volta alla curva 10), una volta Fernando Alonso (alla curva 10) e Max Verstappen (alla curva 10).

### Risultati
I risultati del Gran Premio sono i seguenti:
| Pos | Nº | Pilota           | Costruttore                  | Giri | Tempo/Ritiro       | Griglia | Punti |
| --- | -- | ---------------- | ---------------------------- | ---- | ------------------ | ------- | ----- |
| 1   | 1  | Max Verstappen   | Red Bull Racing-Honda RBPT   | 71   | 1h25'33"607        | 1       | 26    |
| 2   | 16 | Charles Leclerc  | Ferrari                      | 71   | +5"155             | 2       | 18    |
| 3   | 11 | Sergio Pérez     | Red Bull Racing-Honda RBPT   | 71   | +17"188            | 15      | 15    |
| 4   | 4  | Lando Norris     | McLaren-Mercedes             | 71   | +26"327            | 4       | 12    |
| 5   | 14 | Fernando Alonso  | Aston Martin Aramco-Mercedes | 71   | +30"317            | 7       | 10    |
| 6   | 55 | Carlos Sainz Jr. | Ferrari                      | 71   | +31"377            | 3       | 8     |
| 7   | 63 | George Russell   | Mercedes                     | 71   | +48"403            | 11      | 6     |
| 8   | 44 | Lewis Hamilton   | Mercedes                     | 71   | +49"196            | 5       | 4     |
| 9   | 18 | Lance Stroll     | Aston Martin Aramco-Mercedes | 71   | +59"043            | 6       | 2     |
| 10  | 10 | Pierre Gasly     | Alpine-Renault               | 71   | +1'07"667          | 9       | 1     |
| 11  | 23 | Alexander Albon  | Williams-Mercedes            | 71   | +1'19"767          | 10      |       |
| 12  | 24 | Zhou Guanyu      | Alfa Romeo-Ferrari           | 70   | +1 giro            | 17      |       |
| 13  | 2  | Logan Sargeant   | Williams-Mercedes            | 70   | +1 giro            | 18      |       |
| 14  | 31 | Esteban Ocon     | Alpine-Renault               | 70   | +1 giro            | 12      |       |
| 15  | 77 | Valtteri Bottas  | Alfa Romeo-Ferrari           | 70   | +1 giro            | 14      |       |
| 16  | 81 | Oscar Piastri    | McLaren-Mercedes             | 70   | +1 giro            | 13      |       |
| 17  | 21 | Nyck de Vries    | AlphaTauri-Honda RBPT        | 70   | +1 giro            | PL      |       |
| 18  | 20 | Kevin Magnussen  | Haas-Ferrari                 | 70   | +1 giro            | PL      |       |
| 19  | 22 | Yuki Tsunoda     | AlphaTauri-Honda RBPT        | 70   | +1 giro            | 16      |       |
| Rit | 27 | Nico Hülkenberg  | Haas-Ferrari                 | 12   | Perdita di potenza | 8       |       |

Max Verstappen riceve un punto addizionale per aver segnato il giro più veloce della gara.

## Classifiche mondiali

### Piloti
| Pos | Pilota           | Punti |
| --- | ---------------- | ----- |
| 1   | Max Verstappen   | 229   |
| 2   | Sergio Pérez     | 148   |
| 3   | Fernando Alonso  | 131   |
| 4   | Lewis Hamilton   | 106   |
| 5   | Carlos Sainz Jr. | 82    |
| 6   | Charles Leclerc  | 72    |
| 7   | George Russell   | 72    |
| 8   | Lance Stroll     | 44    |
| 9   | Esteban Ocon     | 31    |
| 10  | Lando Norris     | 24    |
| 11  | Pierre Gasly     | 16    |
| 12  | Nico Hülkenberg  | 9     |
| 13  | Alexander Albon  | 7     |
| 14  | Oscar Piastri    | 5     |
| 15  | Valtteri Bottas  | 5     |
| 16  | Zhou Guanyu      | 4     |
| 17  | Yuki Tsunoda     | 2     |
| 18  | Kevin Magnussen  | 2     |

### Costruttori
| Pos | Costruttore                  | Punti |
| --- | ---------------------------- | ----- |
| 1   | Red Bull Racing-Honda RBPT   | 377   |
| 2   | Mercedes                     | 178   |
| 3   | Aston Martin Aramco-Mercedes | 175   |
| 4   | Ferrari                      | 154   |
| 5   | Alpine-Renault               | 47    |
| 6   | McLaren-Mercedes             | 29    |
| 7   | Haas-Ferrari                 | 11    |
| 8   | Alfa Romeo-Ferrari           | 9     |
| 9   | Williams-Mercedes            | 7     |
| 10  | AlphaTauri-Honda RBPT        | 2     |

## Decisioni della FIA
Al termine della gara, la scuderia britannica Aston Martin presenta una protesta contro i commissari sportivi riguardo la classifica finale del Gran Premio. Il costruttore contesta che un numero di vetture non sono state penalizzate per aver superato i limiti del tracciato. I commissari sportivi richiedono alla direzione gara un controllo approfondito di tutte le verifiche, nel quale essa ha dovuto verificare più di cento giri in cui i piloti hanno superato i limiti della pista durante la gara. La protesta viene accolta dalla Federazione, dichiarando che a causa delle specificità del tracciato e della propensione di molti piloti a guidare ripetutamente al di fuori dei limiti della pista, si è verificata una situazione senza precedenti che ha fatto sì che tutte le potenziali infrazioni non potessero essere esaminate durante la gara. Durante il Gran Premio, la direzione gara è stata incaricata di esaminare oltre 1 200 casi in cui una vettura è stata segnalata come potenzialmente in grado di uscire dalla pista. I risultati vengono aggiornati una volta completata la revisione di quelli che non è stato possibile esaminare durante la gara. Inoltre, l'organo mondiale dell'automobilismo rinnova la raccomandazione al circuito di aggiungere ghiaia all'uscita delle curve 9 e 10 per eventi futuri.